# ターラント県

ターラント県
Provincia di Taranto

ターラント県（イタリア語: Provincia di Taranto）は、イタリア共和国プーリア州に属する県の一つ。県都ターラントはターラント湾に面した港湾都市で、州内第二の人口を持つ都市である。

## 地理

### 位置・広がり
ターラント県はプーリア州南部に位置する県で、南に地中海（イオニア海）のターラント湾に面している。プーリア州に属する5県のうち、アドリア海に面していない唯一の県でもある。県都ターラントはターラント湾に面した港湾都市で県中央部に所在し、ブリンディジから西南西へ約62km、州都バーリから南南東へ約79km、コゼンツァから北東へ約155km、ナポリから東南東へ約255kmの距離にある。

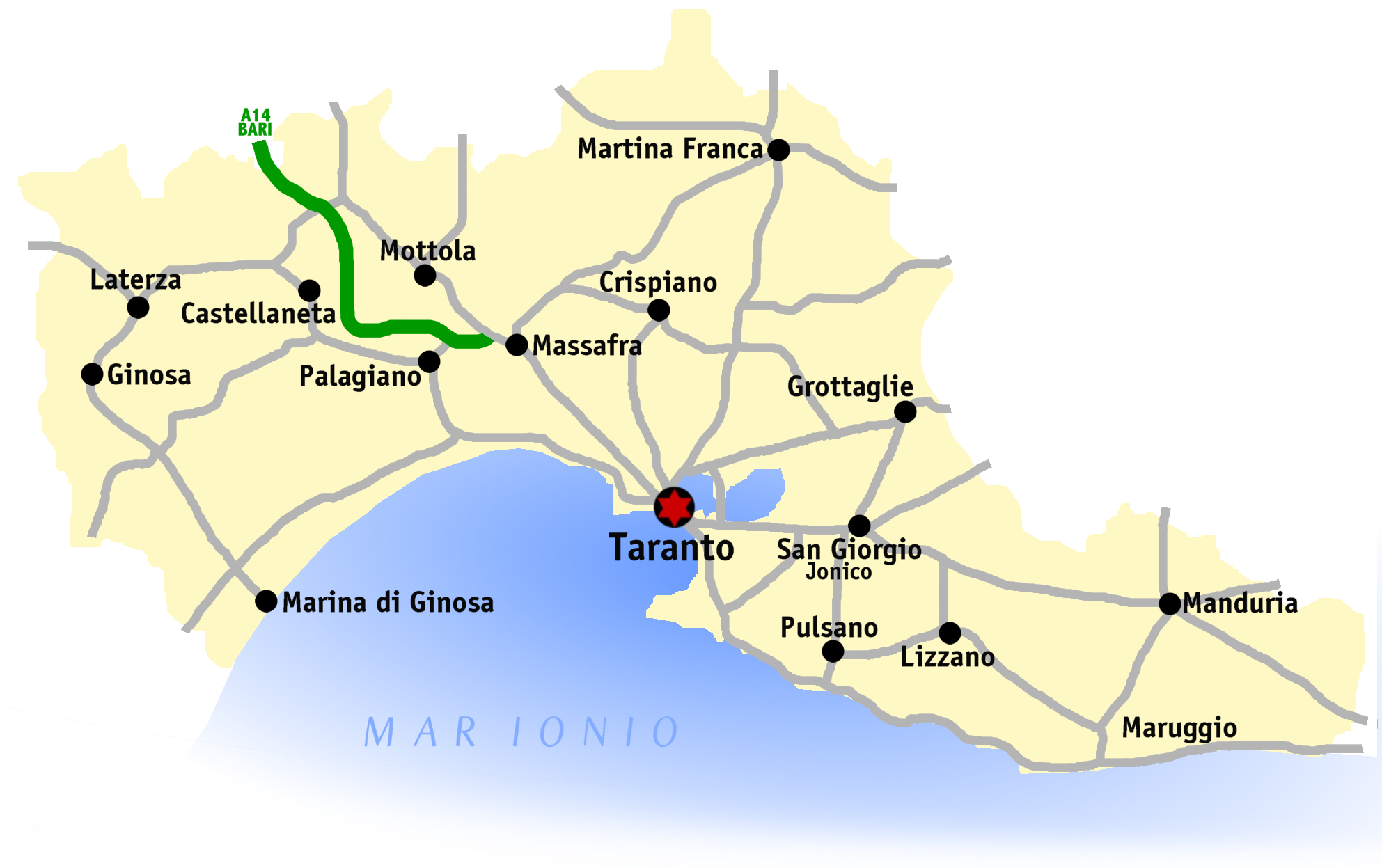
ターラント県概略図

隣接する県は以下の通り。
- バーリ県 - 北
- ブリンディジ県 - 東
- レッチェ県 - 南東
- マテーラ県 （バジリカータ州） - 西

### 主要な都市
2001年の国勢調査に基づく居住地区（Località abitata）別人口統計によれば、人口2万人以上の都市は以下の通り。
- ターラント - 185,276人
- マルティーナ・フランカ - 36,840人
- グロッターリエ - 30,819人
- マッサフラ - 28,157人
- マンドゥーリア - 27,821人

- ターラントのPonte Girevole
- マルティーナ・フランカ
- マンドゥーリア

## 行政区画

### コムーネ
ターラント県には29のコムーネが属する。主要なコムーネ（人口上位10位）は下表の通り。左端の数字はISTATコードを示す。人口は2013年1月1日現在。
右の地図中の番号は、コムーネのISTATコード下3桁を示す。下表に掲げた主要なコムーネのうち、地図中に名称を記さなかったものについては、番号を太字で示した。
| コード | 自治体名               | 人口    |
| ------ | ---------------------- | ------- |
| 073027 | ターラント             | 198,728 |
| 073013 | マルティーナ・フランカ | 48,958  |
| 073015 | マッサフラ             | 32,548  |
| 073008 | グロッターリエ         | 32,544  |
| 073012 | マンドゥーリア         | 30,795  |
| 073007 | ジノーザ               | 22,555  |
| 073003 | カステッラネータ       | 17,075  |
| 073026 | サーヴァ               | 16,343  |
| 073019 | モットラ               | 16,127  |
| 073021 | パラジャーノ           | 16,111  |

## 交通

### 空港
- ターラント＝グロッターリエ空港 (Taranto-Grottaglie Airport) （グロッターリエ）

### 鉄道
旧イタリア国鉄にあたるフェッロヴィーエ・デッロ・スタート (FS) のほか、地方鉄道であるスド・エスト鉄道の路線がある。
- FS
  - バーリ＝ターラント線 (it:Ferrovia Bari-Taranto) 
  - ターラント＝ブリンディジ線 (it:Ferrovia Taranto-Brindisi) 
  - イオニカ線 (it:Ferrovia Jonica)
- スド・エスト鉄道
  - バーリ＝マルティーナ・フランカ＝ターラント線 (it:Ferrovia Bari-Martina Franca-Taranto) 
  - マルティーナ・フランカ＝レッチェ線 (it:Ferrovia Martina Franca-Lecce)

## 人物

### 著名な出身者
- アルキタス - 紀元前5 - 4世紀の哲学者・数学者・政治家。現在のターラント出身。
- ルキウス・リウィウス・アンドロニクス - 紀元前3世紀の劇作家・詩人。現在のターラント出身と推定。
- ジョルジョ・バスタ（英語版）  - 16 - 17世紀のオーストリアの将軍。現在のロッカフォルツァータ出身。
- ジョヴァンニ・パイジエッロ - 18世紀のオペラ作曲家。ターラント出身。
- ルドルフ・ヴァレンティノ - サイレント映画時代の映画俳優。カステッラネータ出身。
- ロベルタ・ビンチ - テニスプレイヤー。ターラント出身。